# Loen
Loen es una pequeña localidad en el municipio de Stryn en el condado de Vestland, Noruega. Se encuentra en la parte interior de la región del Nordfjord, en el extremo más oriental del Nordfjorden. Loen se encuentra a unos 6 km al norte del pueblo de Olden y a unos 11 km sureste del centro municipal de Stryn. El lago Lovatnet se encuentra justo al sureste del pueblo. El Hotel Alexandra se estableció en Loen en 1884. La histórica Iglesia de Loen también se encuentra en el pueblo.

## Historia
Loen alberga algunas de las granjas más antiguas de Noruega: Sæten (Setin), Tjugen (Tyfin) y Loen. Probablemente se establecieron mucho antes de la época del cristianismo. Gran parte de la parte superior del valle de Loen fue devastada por dos deslizamientos de rocas (uno en 1905 y otro en 1936) que crearon enormes olas que barrieron la mayor parte de las casas y la vegetación. Un total de 135 personas murieron en estos dos incidentes.

## Atracciones
Algunas atracciones cercanas incluyen parque nacional Jostedalsbreen, la montaña Skåla, el glaciar Tindefjellbreen y la cascada Ramnefjellsfossen.

## Galería

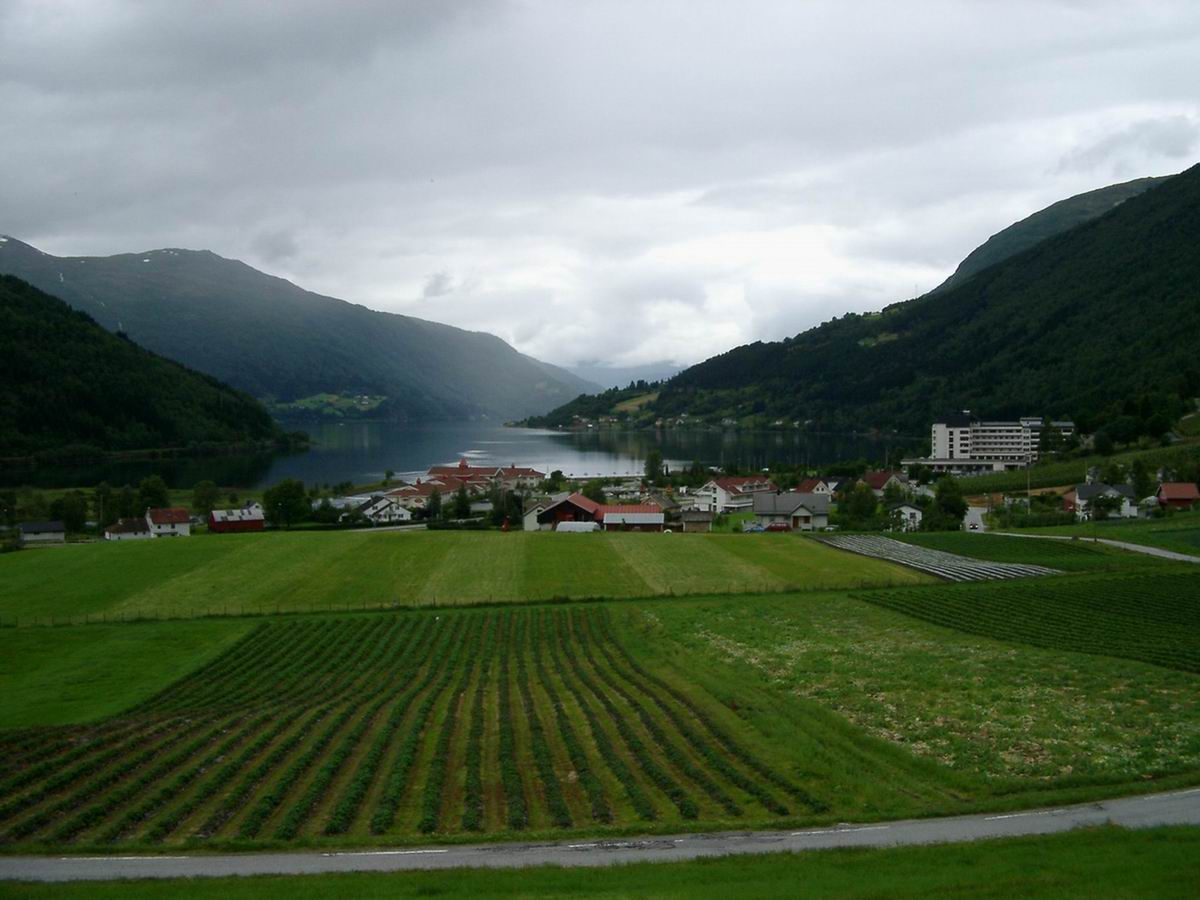
Vista de Loen
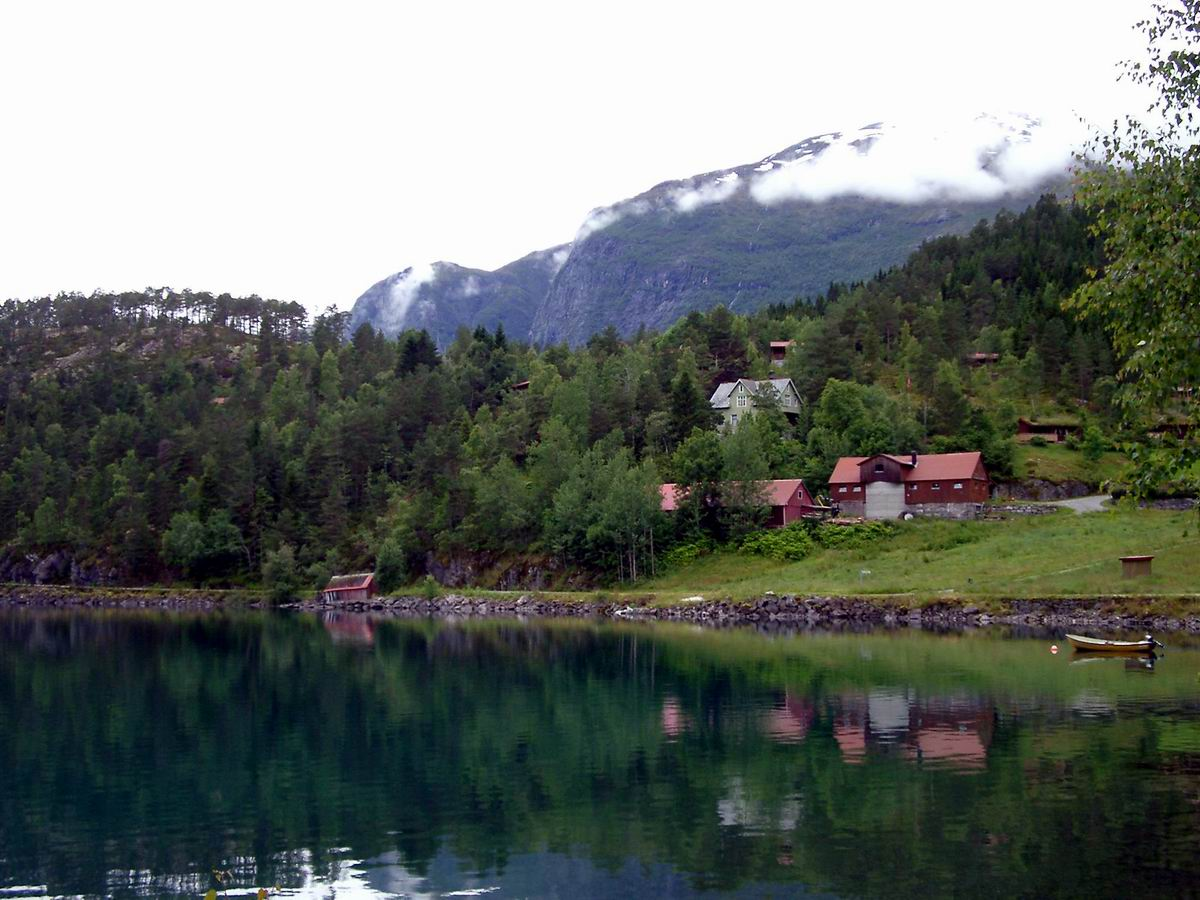
Lago Lovatnet
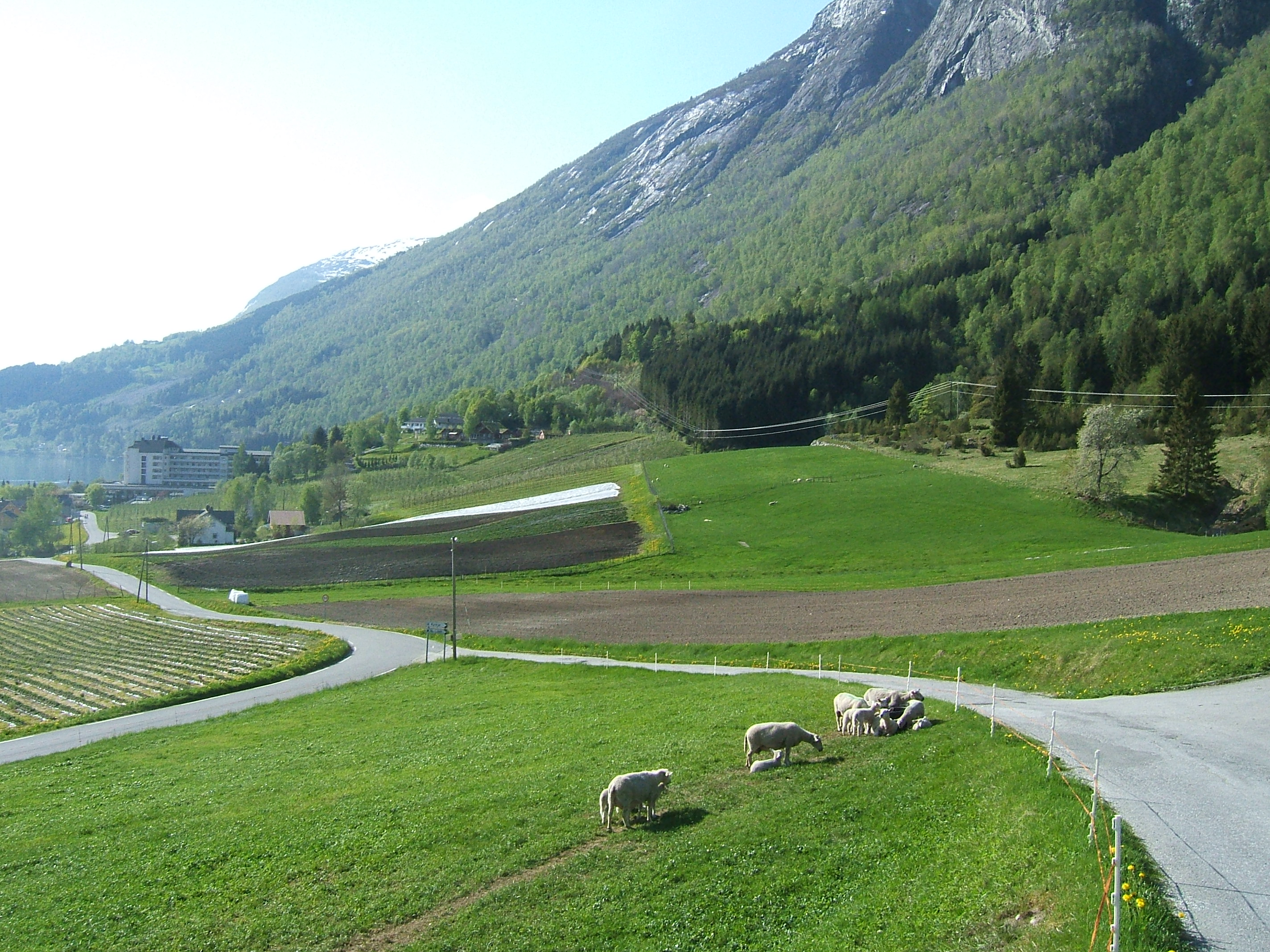
Loen y el Hotel Alexandra al fondo
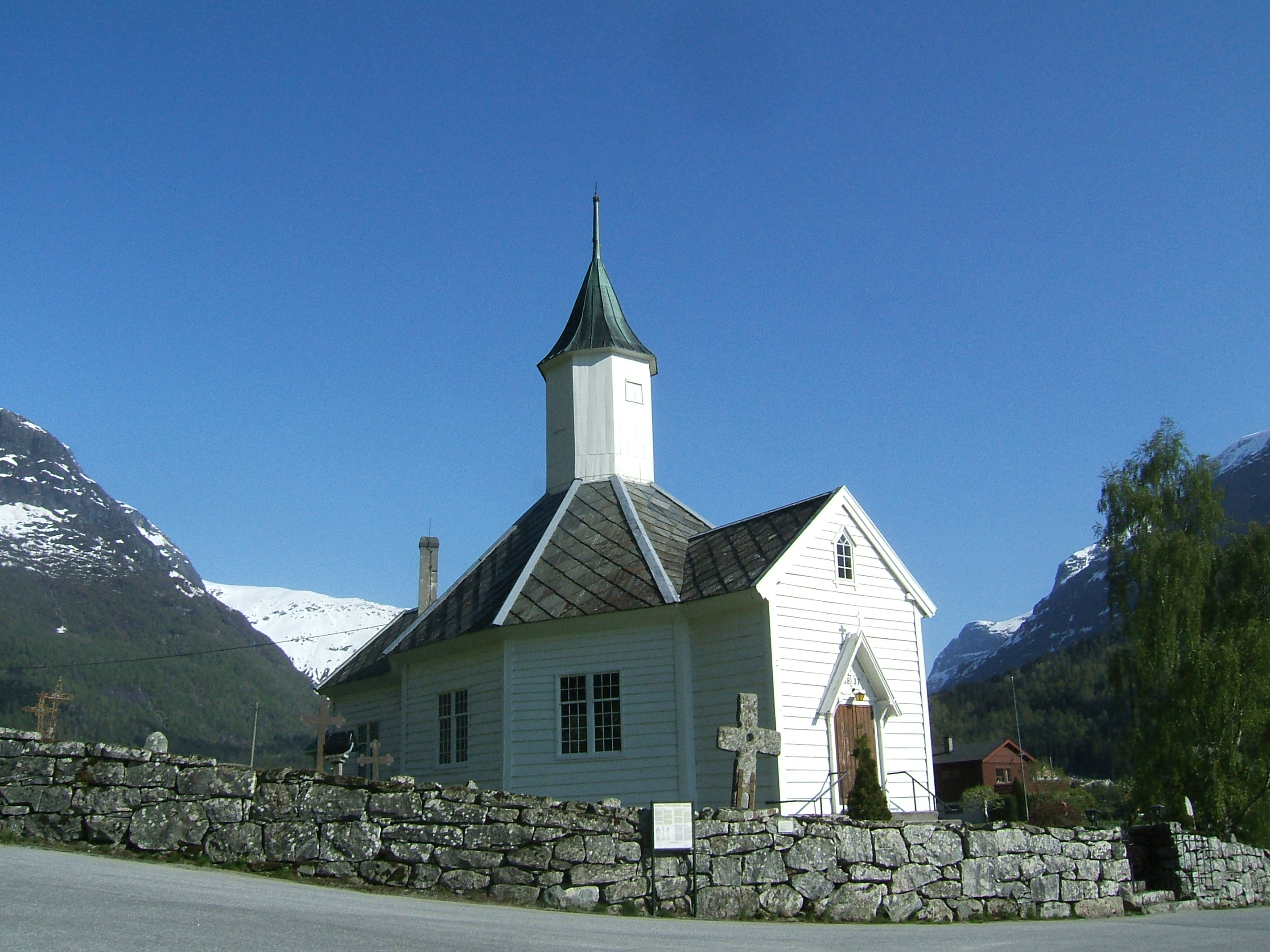
Iglesia de Loen